# U-615
Unterseeboot 615 foi um submarino alemão do Tipo VIIC, pertencente a Kriegsmarine que atuou durante a Segunda Guerra Mundial.

## Comandantes
| Comandante            | Data                                      |
| --------------------- | ----------------------------------------- |
| Kptlt. Ralph Kapitzky | 26 de março de 1942 - 7 de agosto de 1943 |

## Subordinação
Durante o seu tempo de serviço, esteve subordinado às seguintes flotilhas:
| Período                                     | Flotilha                                  |
| ------------------------------------------- | ----------------------------------------- |
| 26 de março de 1942 - 31 de agosto de 1942  | 8. Unterseebootsflottille (treinamento)   |
| 1 de setembro de 1942 - 7 de agosto de 1943 | 3. Unterseebootsflottille (serviço ativo) |

## Operações conjuntas de ataque
O U-615 participou das seguinte operações de ataque combinado durante a sua carreira:
- Rudeltaktik Pfeil (12 de setembro de 1942 - 22 de setembro de 1942)
- Rudeltaktik Blitz (22 de setembro de 1942 - 26 de setembro de 1942)
- Rudeltaktik Tiger (26 de setembro de 1942 - 30 de setembro de 1942)
- Rudeltaktik Wotan (5 de outubro de 1942 - 19 de outubro de 1942)
- Rudeltaktik Draufgänger (1 de dezembro de 1942 - 11 de dezembro de 1942)
- Rudeltaktik Ungestüm (11 de dezembro de 1942 - 30 de dezembro de 1942)
- Rudeltaktik Burggraf (25 de fevereiro de 1943 - 5 de março de 1943)
- Rudeltaktik Raubgraf (7 de março de 1943 - 20 de março de 1943)
- Rudeltaktik Seewolf (24 de março de 1943 - 30 de março de 1943)
- Rudeltaktik Adler (7 de abril de 1943 - 13 de abril de 1943)